# The Eric Dolphy Memorial Album
| Recensione | Giudizio |
| ---------- | -------- |
| AllMusic   | [ 1 ]    |

The Eric Dolphy Memorial Album (da non confondere con l'album sempre a nome di Eric Dolphy ma con il trombettista Booker Little, dal titolo Memorial Album)  è un album discografico di Eric Dolphy, pubblicato (postumo) dalla casa discografica Vee Jay Records nel 1964.
L'album fu ripubblicato più volte nel corso degli anni, nel 1966 (con lo stesso titolo e gli stessi 4 brani) dalla Exodus Records (EX/EXS-6005), nel 1967 con il titolo di Conversations dalla FM Records (308), nel 1975 dall'etichetta Epitaph Records (E-4010) con il titolo 1928-1964 e con altri numerosi e differenti titoli per il mercato europeo.

## Tracce
Lato A
1. Jitterbug Waltz – 7:05 (Charles Green, Fats Waller, Maxime Manners) – Registrato il 3 luglio 1963 a New York
2. Music Matador – 9:05 (Prince Lasha, Huey Sonny Simmons) – Registrato il 3 luglio 1963 a New York

Lato B
1. Alone Together – 13:30 (Howard Dietz, Arthur Schwartz) – Registrato il 1º luglio 1963 a New York
2. Love Me – 3:25 (Ned Washington, Victor Young) – Registrato il 3 luglio 1963 a New York

## Musicisti
Jitterbug Waltz
- Eric Dolphy - flauto
- Woody Shaw - tromba
- Robert Hutcherson - vibrafono
- Eddie Kahn - contrabbasso
- J.C. Moses - batteria

Music Matador
- Eric Dolphy - clarinetto basso
- Clifford Jordan - sassofono soprano
- Huey Sonny Simmons - sassofono alto
- Prince Lasha - flauto
- Richard Davis - contrabbasso
- Charles Moffet - batteria

Alone Together
- Eric Dolphy - clarinetto basso
- Richard Davis - contrabbasso

Love Me
- Eric Dolphy - sassofono alto[2]

Note aggiuntive
- Alan Douglas - produttore
- Registrato il 1 e 3 luglio 1963 a New York[3][4]